# Robert Malicki
Robert Malicki (ur. 22 lutego 1968 w Łodzi) – polski siatkarz i trener siatkówki, mistrz Polski (1996), reprezentant Polski.

## Kariera
Karierę rozpoczynał w Resursie Łódź, z którą zdobył wicemistrzostwo Polski kadetów w 1986. Od 1989 występował w ekstraklasie, w barwach Górnika Kazimierz, z którym jednak spadł z ligi w 1991. Od 1992 reprezentował barwy zespołu GKS Kazimierz-Płomień Sosnowiec. W 1996 zdobył z tą drużyną mistrzostwo Polski, a przez Przegląd Sportowy został uznany najlepszym graczem ligi. Od 1997 występował w Skrze Bełchatów, najpierw w serii "B", w sezonie 1999/2000 w serii "A" I ligi (jego zespół nie utrzymał się w najwyższej klasie rozgrywek, zajmując ostatnie, dwunaste miejsce), w sezonie 2000/2001 ponownie w serii "B" I ligi. Zakończył karierę zawodniczą w 2001.
Po zakończeniu kariery pracował jako trener grup młodzieżowych Skry Bełchatów, a jego największym sukcesem było mistrzostwo Polski juniorów w 2006. W kolejnych latach był trenerem III-ligowych Zawiszy Pieniężno i Lechii Tomaszów Mazowiecki, po czym ponownie rozpoczął pracę z młodzieżowymi grupami Skry.
W 1992 roku wystąpił cztery razy w reprezentacji Polski seniorów.